# Bergers (film)
Pour les articles homonymes, voir Berger (homonymie).
Pour plus de détails, voir Fiche technique et Distribution.
Bergers est un film franco-québécois réalisé par Sophie Deraspe sorti en 2024. Il met en vedette Félix-Antoine Duval (en).
Le film est une adaptation cinématographique du roman D'où viens-tu, berger ? de Mathyas Lefebure (en) paru en 2006.

## Synopsis
Mathyas, un jeune publicitaire québecois en recherche d'un sens à sa vie, décide de quitter brusquement son emploi et part pour la France afin de réaliser son rêve : devenir berger en Provence. Apprendre le métier de berger dont il ne connaît rien s'avère difficile pour celui-ci. Sa rencontre avec Élise, une fonctionnaire de France  Travail qui a quitté, elle aussi, son emploi, l'aide à traverser les épreuves de la montagne.

## Fiche technique
Source : IMDb et Films du Québec
- Titre original : Bergers
- Titre de travail : Berger
- Réalisation : Sophie Deraspe
- Scénario : Sophie Deraspe, Mathyas Lefebure (en), d'après le roman D'où viens-tu, berger ? de Mathyas Lefebure
- Direction artistique : André-Line Beauparlant
- Costumes : Jennifer Anderson
- Photographie : Vincent Gonneville (en)
- Son : Hans Laitres
- Montage : Stéphane Lafleur
- Production : Luc Déry, Kim McCraw, Élaine Hébert, Caroline Bonmarchand (co-production), Xenia Sulyma (co-production)
- Société de production : micro_scope, Avenue B Productions
- Sociétés de distribution : Maison 4:3 (Canada), Pyramide International (international)
- Pays de production :  Canada,  France
- Langue originale : français
- Format : couleur
- Genre : drame
- Durée : 114 minutes
- Dates de sortie :
  - Canada :
    - 6 septembre 2024 (première mondiale au Festival international du film de Toronto)[2]
    - 6 novembre 2024 (première québécoise lors de la soirée d'ouverture de la 30e édition du Festival de films francophones Cinemania)[3]
    - 15 novembre 2024 (sortie en salle au Québec)[3]

  - France : 9 avril 2025[4]
- Classification :
  - Québec : Visa général[5]

## Distribution
- Félix-Antoine Duval (en) : Mathyas
- Solène Rigot : Élise
- Guilaine Londez : Cécile Espriroux
- Michel Benizri : Ahmed
- David Ayala : Dudu
- Véronique Ruggia Saura : Agnès Tellier
- Younès Boucif : Yassim
- Bruno Raffaelli : Gérard Tellier
- Aloïse Sauvage : Clotilde
- Jean-Claude Baudracco : Jean-Claude, le pétanqueur

## Production
Le tournage a lieu en France du 22 mai 2023 à Arles jusqu'au 7 juillet 2023 près de Beaufort, dans les Alpes, et au Québec à Montréal. 

## Distinction
- Festival international du film de Toronto 2024 : meilleur film canadien[6],[7]